# Bisdom Osorno
Het bisdom Osorno (Latijn: Dioecesis Osornensis) is een rooms-katholiek bisdom met als zetel Osorno, in Chili. Het bisdom is suffragaan aan het aartsbisdom Puerto Montt. 

## Geschiedenis
Het bisdom werd opgericht op 15 november 1955, uit delen van de bisdommen Puerto Montt en Valdivia, en was suffragaan aan het aartsbisdom Concepción. Op 10 mei 1963 wisselde het van kerkprovincie en werd suffragaan aan het nieuw verheven aartsbisdom Puerto Montt. 

## Parochies
Het bisdom had in 2021 een oppervlakte van 9.236 km2 en telde 262.640 inwoners waarvan 51,8% rooms-katholiek was.

## Bisschoppen
- Francisco Maximiano Valdés Subercaseaux (20 juni 1956 - 4 januari 1982)
- Miguel Caviedes Medina (8 november 1982 - 19 februari 1994)
- Alejandro Goić Karmelić (27 oktober 1994 - 10 juli 2003)
- René Osvaldo Rebolledo Salinas (8 mei 2004 - 14 december 2013)
  - Fernando Natalio Chomalí Garib (apostolisch administrator: 8 maart 2014 - 21 maart 2015)
- Juan de la Cruz Barros Madrid (10 januari 2015 - 11 juni 2018)
- Jorge Enrique Concha Cayuqueo (5 februari 2020 - 4 maart 2023; apostolisch administrator sinds 11 juni 2018)
- Carlos Alberto Godoy Labraña (8 september 2023 - heden)

Puerto Montt (aartsbisdom) · Osorno · Punta Arenas · San Carlos de Ancud